# بیمارستان سوانح سوختگی و ترمیمی امیرالمؤمنین
بیمارستان سوانح سوختگی و ترمیمی امیرالمؤمنین بیمارستانی است آموزشی درمانی واقع در شیراز، استان فارس وابسته به دانشگاه علوم پزشکی شیراز با ظرفیت ۶٨ تخت فعال که در سال ۱۳۹۴ خورشیدی تأسیس گردید. بخش‌های این مرکز آموزشی درمانی در زمینه تخصص سوختگی، ترمیمی و زیبایی فعال می‌باشد.
این بیمارستان به همت  «نزاکت امتیاز» خیر برگزیده بخش سلامت استان فارس با زیر بنای ۲۴٬۰۰۰ متر مربع و مساحت ۶۹٬۰۰۰ متر مربع بنا شد. این بیمارستان نوساز پیشرفته‌ترین و بزرگ‌ترین بیمارستان سوختگی در جنوب ایران می‌باشد که در اتوبان شهر جدید صدرا واقع شده‌است.